# Paul Kayser (Maler)

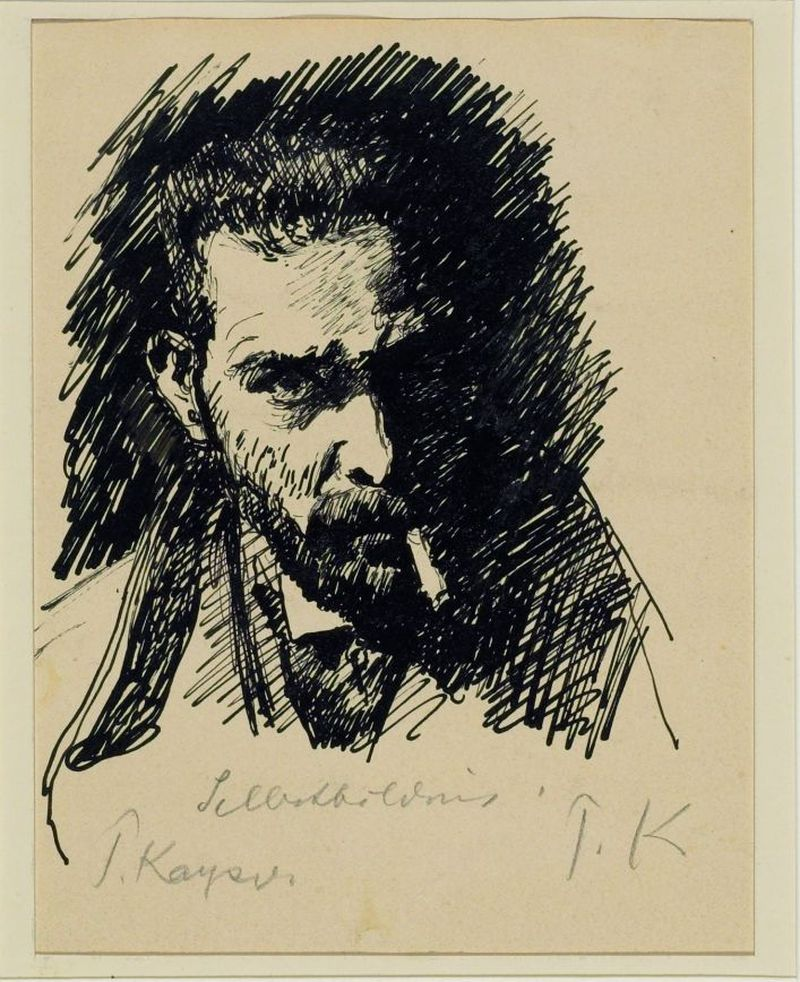
Selbstporträt, um 1913

Jean Paul Kayser (* 22. September 1869 in Hamburg; † 23. September 1942 in Donaueschingen) war ein deutscher Maler und Grafiker.

## Leben

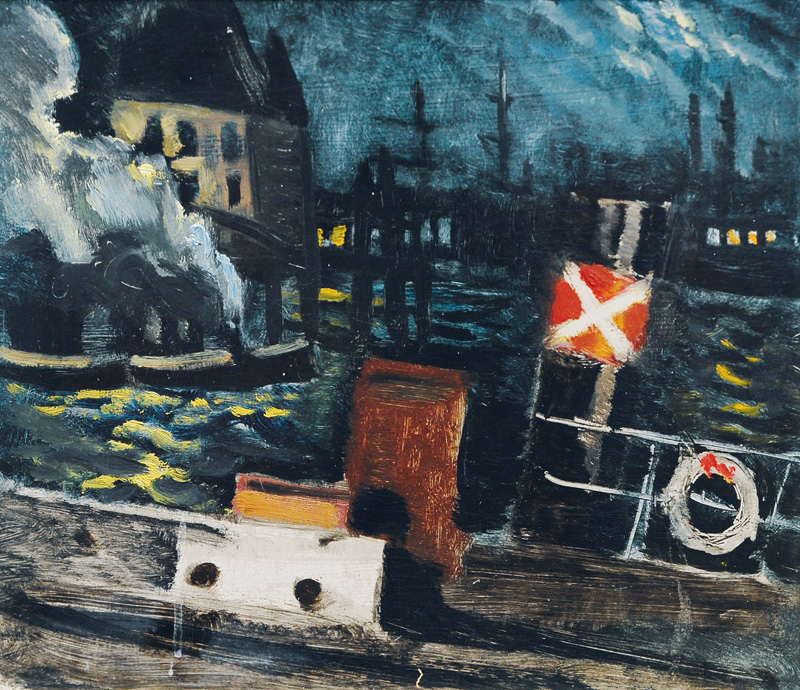
Schlepper im Hamburger Hafen bei Nacht

Nach einer Dekorationsmaler-Lehre bei Wirth & Bay in den Jahren 1886 bis 1889 besuchte Kayser die Kunstgewerbeschule München und die Kunstgewerbeschule Dresden. Anschließend arbeitete er ab 1890 vier Jahre lang als Dekorationsmaler in Hamburg.
1902 heiratete er Emma Melanie Hertz, eine Tochter des Hamburger Senators Gustav Ferdinand Hertz, mit der er zwei Töchter hatte.
In den Jahren 1906 bis 1939 unterrichtete er, unterbrochen durch seine Teilnahme am Ersten Weltkrieg als Soldat in Schleswig (1916–1918), an der Kunstschule Gerda Koppels, nachdem er zuvor bereits über fünf Jahre privaten Malunterricht erteilt hatte. Aufgrund der Kriegszerstörungen im Zweiten Weltkrieg verließ er 1941 seine Heimatstadt und zog nach Donaueschingen, wo er ein Jahr später verstarb.
Kayser war Gründungsmitglied des Hamburgischen Künstlerklubs von 1897. Er war Mitglied der Hamburgischen Sezession, des Hamburger Künstlervereins und des Altonaer Künstlervereins. Er wurde in seinem Stil entscheidend durch Albert Marquet geprägt, dem er 1909 begegnet war und den er 1933 im Rahmen einer Paris-Reise erneut aufsuchte. Zu seinen Werken gehören unter anderem zwei große, für die Ausstattung des Ozeandampfers Imperator geschaffene Gemälde.
1937 wurden in der Nazi-Aktion „Entartete Kunst“ ein Stilleben-Gemälde Kaysers aus dem Museum Nissenhaus Husum beschlagnahmt. Sein Verbleib ist unbekannt.

## Ausstellungen (Auswahl)
- 2019: Hamburger Schule – Das 19. Jahrhundert neu entdeckt (12. April bis 14. Juli), Hamburger Kunsthalle